# Leptoctenopsis tatochorda
Leptoctenopsis tatochorda är en fjärilsart som beskrevs av Louis Beethoven Prout 1916. Leptoctenopsis tatochorda ingår i släktet Leptoctenopsis och familjen mätare. Inga underarter finns listade i Catalogue of Life.